# Саид аль-Гамди
Саид Абала Али Сулейман аль-Гамди (араб. سعيد الغامدي‎; 21 ноября 1979, Эль-Баха, Саудовская Аравия — 11 сентября 2001, Шанксвилл, Сомерсет, Пенсильвания, США) — террорист-смертник и авиаугонщик саудовского происхождения, связанный с Аль-Каидой. Один из 19 исполнителей терактов 11 сентября 2001 года. Один из четырёх угонщиков, захвативших самолёт Boeing 757-222 рейса United Airlines 93, разбившийся в Пенсильвании.

## Биография

### Ранние годы

Саид аль-Гамди

Саид Абала Али Сулейман аль-Гамди родился 21 ноября 1979 года в округе Эль-Баха, в слаборазвитом районе Саудовской Аравии. Был потомком племени племени Гамид. Он был земляком троих других исполнителей терактов 11 сентября Ахмеда аль-Хазнави и братьев Ахмеда и Хамзы аль-Гамди, которые также родились и выросли в округе Эль-Баха и имели происхождение от племени Гамид. Саид был однофамильцем братьев аль-Гамди, но при этом не являлся их родственником. Эта группа считается наиболее религиозной среди всех угонщиков. Исходя из маршрутов их передвижений, Комиссия 9/11 считает, что уже осенью 1999 года они могли контактировать друг с другом.
Аль-Гамди провёл некоторое время в округе Эль-Касим, где поступил в колледж. Находясь там, предположительно, слушал проповеди радикального священнослужителя Сулеймана аль-Ульвана. Считается, что его также слушали другие исполнители терактов 11 сентября. В частности, мечеть аль-Ульвана посещали Абдулазиз аль-Омари и Моханд аш-Шехри. Данная мечеть считается «сердцем» ваххабизма, а некоторые эксперты называют её «фабрикой террористов». Вскоре аль-Гамди бросил учёбу в колледже и перестал общаться со своей семьёй.
Саид аль-Гамди покинул свой дом и отправился в Чечню, чтобы воевать против российских солдат, но вместо этого попал в тренировочный лагерь Аль-Фарук в Афганистане, где был выбран Усамой бен Ладеном для участия в терактах 11 сентября. В отличие от других угонщиков, заявлявших своим семьям о намерениях воевать в Чечне и отправлявшихся туда, только у Саида и Ахмеда аль-Гамди были документы, подтверждавшие их пребывание в России.
Некоторые начинающие саудовские моджахеды, намеревавшиеся отправиться в Чечню, столкнулись с трудностями в пути. Они были остановлены у турецко-грузинской границы, после чего направились в Афганистан. В 1999 году Ибн аль-Хаттаб (главный командир арабских граждан в Чечне) начал отказывать большинству иностранных моджахедов из-за их неопытности и неспособности приспособиться к местным условиям. По данным Комиссии 9/11, несколько участников терактов 11 сентября столкнулись с проблемами при поездке в Чечню и поэтому отправились в Афганистан, где были завербованы в Аль-Каиду. Там они могли бы пройти подготовку и дождаться возможности предпринять ещё одну попытку проникнуть в Чечню летом 2000 года. Во время обучения в лагерях Аль-Каиды некоторые услышали речи Усамы бен Ладена, вызвались стать террористами-смертниками и в итоге были отобраны для захвата самолётов.
Там же, в лагере Аль-Фарук, Саид аль-Гамди встретился с другими будущими угонщиками Ахмедом аль-Нами и братьями Ваилем и Валидом аш-Шехри. Сообщается, что все четверо поклялись в верности джихаду весной 2000 года во время церемонии, которую возглавлял Ваиль аш-Шехри.
По словам координатора терактов 11 сентября Халида Шейха Мохаммеда, Саид аль-Гамди был в числе угонщиков, работавших в службе безопасности в аэропорту Кандагара. Мохаммед лично убеждал бен Ладена использовать эту группу в терактах. Также он утверждал, что был знаком с Саидом аль-Гамди и лично попросил его завербовать Ахмеда аль-Гамди для участия в атаках.
В конце 2000 года Саид аль-Гамди отправился в Объединённые Арабские Эмираты, где купил дорожные чеки (предположительно, оплаченные Мустафой аль-Хавсави, предполагаемым финансовым посредником в организации терактов 11 сентября) так же, как и пятеро других угонщиков: Хамза аль-Гамди, Ахмед аль-Хазнави, Ахмед аль-Нами, Ваиль аш-Шехри и Маджед Мокид.
В марте 2001 года Ахмед аль-Нами снялся в прощальном видеоролике Аль-Каиды, после терактов показанном на телеканале «Аль-Джазира». В нём были показаны 13 угонщиков перед тем, как они покинули тренировочный объект в Кандагаре. На видеозаписи они клянутся стать мучениками. Аль-Гамди в этом видео называет США врагом, а также изучает карты и руководства по полётам.
12 июня 2001 года Саид аль-Гамди подал заявление на получение двухлетней визы США B-1/B-2 (туристической/деловой) в городе Джидда Саудовской Аравии. Его заявление было подано через местное туристическое агентство и обработано через программу выдачи виз Visa Express (закрыта в 2002 году).

### США

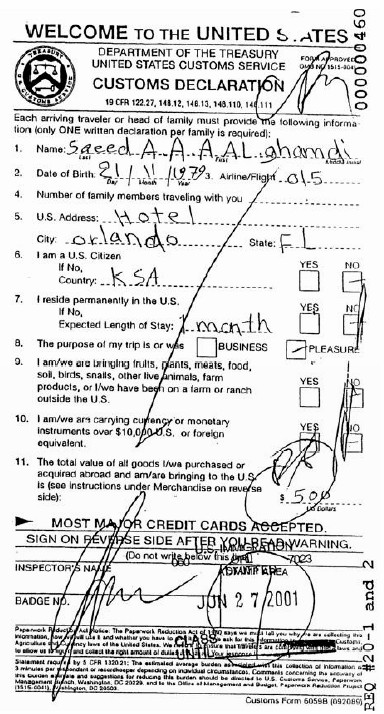
Таможенная декларация Саида аль-Гамди

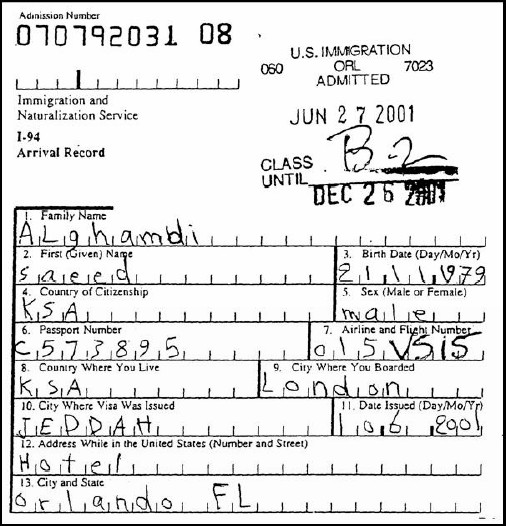
Иммиграционная карточка I-94 Саида аль-Гамди, выданная INS

27 июня 2001 года Саид аль-Гамди прибыл в США вместе с Файезом Банихаммадом рейсом из Лондона в международный аэропорт Орландо (штат Флорида). После прибытия проживал в квартире 1504 в Delray Racquet Club в Делрей-Бич вместе с Ахмедом аль-Нами. Саид аль-Гамди был одним из 9 угонщиков, открывших банковский счёт в SunTrust с денежным депозитом.
Обосновавшись во Флориде, Саид аль-Гамди занимался подготовкой к атакам и тренировался на авиасимуляторах. Посещал академию FlightSafety в Виро-Бич (Флорида) вместе с Мохандом аш-Шехри и Абдулазизом аль-Омари. Аль-Гамди имел адреса общежития данной академии, а также адрес Лексингтон-Авеню, 405, в Манхэттене, где находится представительство Саудовской Аравии при ООН. Также сообщается, что аль-Гамди имел лицензию пилота.
По сообщениям газеты «The Washington Post», Саид аль-Гамди, Ахмед аль-Нами и братья аль-Гамди, судя по указанным адресам проживания, проходили подготовку на военно-морской авиабазе ВМС США в городе Пенсакола (Флорида) и проживали там в общежитии для иностранных военных стажёров. Имена Саида и Ахмеда аль-Гамди имеются в списке проживавших в данном общежитии. Также сообщается, что человек по имени Саид аль-Гамди окончил Институт оборонного языка на авиабазе Лэклэнд в Сан-Антонио (штат Техас).
Согласно документальному фильму «Top Secret: The Road to September 11» от репортёра «Аль-Джазиры» Йосри Фоуды, в августе 2001 года, за 3 недели до терактов, Саид аль-Гамди, используя имя Абдул Рахман, отправил в интернете сообщение Рамзи бин аль-Шибху (соучастник подготовки терактов, член «гамбургской ячейки» и предполагаемый «двадцатый угонщик», который не смог принять участие в атаках), выдававшему себя за его девушку:

Первый семестр начнётся через три недели. Две школы и два университета. … Это лето точно будет жарким… 19 сертификатов на частное обучение и четыре экзамена. Передаю привет профессору. До свидания.Оригинальный текст (англ.)The first semester commences in three weeks. Two high schools and two universities. ... This summer will surely be hot... 19 certificates for private education and four exams. Regards to the professor. Goodbye.

5 сентября Саид аль-Гамди и Ахмед аль-Нами приобрели билеты на рейс в Ньюарк (штат Нью-Джерси) в компании Mile High Travel на Commercial Boulevard. Зияд Джаррах и Ахмед аль-Хазнави приобрели билеты на рейс туда же в компании Passage Tours. 7 сентября все четверо угонщиков рейса 93 вылетели из Форт-Лодердейла (Флорида) в международный аэропорт Ньюарк. Аль-Нами и аль-Гамди летели рейсом 1460 авиакомпании Spirit Airlines. C 9 по 11 сентября аль-Гамди вместе с тремя другими угонщиками рейса 93 проживал в отеле Days Inn. в Ньюарке в номерах 725 и 727.

### Теракты
Утром 11 сентября 2001 года все четверо угонщиков рейса 93 прибыли в аэропорт Ньюарк. В 07:03 Саид аль-Гамди зарегистрировался на рейс без багажа. В 07:39 прошёл на посадку в самолёт, заняв место 3D в бизнес-классе рядом с Ахмедом аль-Нами, севшим на место 3C.
Рейс United Airlines 93 вылетел из аэропорта в 08:42, направившись в Сан-Франциско (должен был вылететь в 8:00, но из-за большой загрузки аэропорта задержка составила 42 минуты). Захват произошёл в 09:28. В это время угонщики ворвались в кабину и напали на пилотов, это услышали авиадиспетчеры Кливленда. Управление лайнером взял на себя Зияд Джаррах.
Согласно звонкам заложников, террористы убили пилотов, одного пассажира и, возможно, одну стюардессу, а также согнали всех заложников в хвостовую часть самолёта. У одного из угонщиков на поясе была коробка, преступники заявили, что там бомба (скорее всего ненастоящая, так как на месте крушения самолёта не было обнаружено следов взрывчатых веществ, а угонщики не пытались пронести в самолёт запрещённые вещи). Скорее всего аль-Нами и аль-Хазнави находились в пассажирском салоне, а аль-Гамди, прошедший подготовку на авиасимуляторах, находился в кабине пилотов с Джаррахом и помогал ему управлять самолётом, так как последний, судя по записям бортового самописца, называл сообщника Саидом.
В 09:35 Джаррах дал команду автопилоту развернуться и установил курс на восток. В ходе звонков родственникам пассажиры узнали о терактах во Всемирном торговом центре и Пентагоне и поняли, что их самолёт также захвачен смертниками. Они решили оказать сопротивление террористам и перехватить управление лайнером.
Восстание заложников началось в 09:57. Согласно записям бортового самописца, Джаррах и аль-Гамди услышали звуки борьбы в салоне. Три раза в течение пяти секунд раздавались крики боли или отчаяния от одного из террористов за пределами кабины, что свидетельствовало о том, что на угонщика напали пассажиры. Восставшие заложники стали пробиваться в кабину пилотов, используя развозную тележку для тарана двери. Джаррах стал раскачивать лайнер влево-вправо и вверх-вниз, пытаясь сбить восставших с ног. В 10:01 Джаррах прекратил резкие манёвры и, поняв, что им не удастся долететь до цели атаки, направил самолёт в землю. Комиссия 9/11 считает, что целью террористов было здание Капитолия или Белого дома.

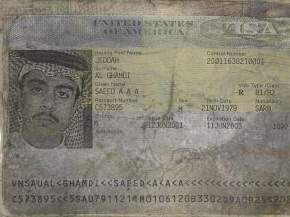
Виза Саида аль-Гамди, найденная на месте крушения рейса 93

В 10:03:11 рейс UA93 (под управлением Зияда Джарраха) на скорости около 563 миль в час (906 км/ч) в перевёрнутом положении под углом пикирования в 40° врезался в землю. Самолёт разбился в поле в 3 километрах от боро Шанксвилл (округ Сомерсет, штат Пенсильвания). Погибли все 44 человека, находившихся на борту, в том числе 4 террориста. На месте крушения был найден паспорт аль-Гамди. Останки Саида аль-Гамди, также как и других угонщиков, были отделены от других погибших методом исключения и переданы ФБР в качестве вещественных доказательств, а в свидетельстве о смерти в качестве причины смерти было указано самоубийство.

## Ошибочная идентификация
Изначально Саид аль-Гамди был идентифицирован, как 25-летний гражданин Саудовской Аравии и пилот авиакомпании Saudia Arabian Airlines с таким же именем. 23 сентября 2001 года BBC и британская газета «The Daily Telegraph» сообщили, что данный человек жив. Саид аль-Гамди был в ярости из-за того, что его имя совпало с именем из списка угонщиков, опубликованном ФБР. Мужчина утверждал, что CNN, вероятно, получили его фотографию из лётной школы Flight Safery во Флориде, которую он посещал. Аль-Гамди также заявил, что последние 10 месяцев находился в Тунисе с другими пилотами, с которыми учился управлять самолётом Airbus A320. Авиакомпания, в которой работал аль-Гамди, после публикации ФБР личностей угонщиков отправила его в Саудовскую Аравию на 10-дневный отпуск, чтобы его не арестовали.
20 сентября представители ФБР и посольства Саудовской Аравии в Вашингтоне заявили, что некоторые террористы использовали поддельные документы. 22 сентября ФБР также признало, что процесс идентификации угонщиков осложнён тем, что многие арабские имена похожи.
Позже немецкая газета «Der Spiegel», проводившая расследование заявлений BBC о «живых» угонщиках, обнаружила, что это были случаи ошибочной идентификации.
В 2002 году официальные лица Саудовской Аравии заявили, что имена террористов были указаны верно, и что 15 из 19 угонщиков действительно были гражданами Саудовской Аравии.
В июне 2005 года правительство Саудовской Аравии опубликовало список из 36 живых и разыскиваемых террористов. В этом списке был человек по имени Салих Саид Аль Батих аль-Гамди. Сторонники теорий заговора о терактах 11 сентября перепутали его с реальным угонщиком Саидом аль-Гамди.
В 2006 году в ответ на теории заговора, возникшие вокруг первоначальной статьи о «живых» террористах, BBC заявила, что путаница возникла из-за распространённых арабских имён, и что более поздние репортажи об угонщиках самолётов заменили первоначальные.